# Temesvári Andrea
Temesvári Andrea (Budapest, 1966. április 26.) női párosban Grand Slam-győztes magyar teniszező. A Sport Tv megalakulása óta (vagyis 2002-től) a tévécsatorna szakkommentátora.

## Családja
Édesapja Temesvári Ottó (1934– ), kosárlabda-játékos olimpikon (1960), az algériai kosárlabda-válogatott edzője, ezért ötéves korától 10 éves koráig, 1971-től 1976-ig Algériában éltek. Férje Visontai Csongor testnevelőtanár, ügyvéd, gyermekei: Tímea Orsolya (2001– ), aki édesanyja nyomdokait követi, Márk (2002– ) és Milán (2005– ).

## Pályafutása

### Polgári foglalkozása
Saját szervezésű Tenisz Akadémiát, a Sportmax Teniszcentrumot irányítja és vezeti.

### Kezdet
Kilencévesen kezdett a teniszezés alapjaival foglalkozni, 14 évesen kezdte profi karrierjét.
1981-ben még az első körben esett ki a Roland Garroson, aztán berobbant az élvonalba. 1982-ben a francia, az angol és az amerikai nyílt bajnokságon is a harmadik fordulóig jutott. Tartotta a formáját 1983-ban is, sőt a Roland Garroson a negyedik fordulóba jutott és megnyerte az olasz bajnokságot, 16 évesen.
A WTA Tour legtöbbet fejlődött játékosának választották, a világranglistán pedig a hetedik helyen jegyezték. 1984-ben szerepelt a legkiegyensúlyozottabban a kiemelt versenyeken, a második körben esett ki a Roland Garroson és a US Openen, a negyedikben az Australian Openen és Wimbledonban.
1985-86-ban gyengébben ment neki egyesben, de párosban Navratilovával megnyerték a Roland Garrost, a döntőben a Graf-Sabatini-párost verve.
1983 és 87 között folyamatosan az első húszban volt a világranglistán.

### Sérülés
1987-ben azonban egy amerikai versenyen kifordult a bokája. A meccset végigjátszotta, nyert is, de az öltőzben már nem tudott a lábára állni. A boka és a sípcsont között törött a csontja, szegecsekkel rögzítették a sérült részt. Kilenc hónap kihagyás után kezdett el edzeni, ekkor viszont a válla sérült meg, azt is műteni kellett. Összesen két évet vittek el a sérülések a karrierjéből.

### Visszatérés
1989 elején tért vissza. A hosszú kihagyás után nehezen lendült játékba, a brisbane-i versenyen az első fordulóban vereséget szenvedett. Egy héttel később már meccset nyert, két játszmában, mindkettőt rövidítésben a brit Monique Javer, a világranglista 73. helyezettje ellen. Az édesanyja azt nyilatkozta, telefonbeszélgetésük alkalmával lánya olyan boldog volt, mint amikor élete első Grand Slam-mérkőzését nyerte jó néhány évvel ezelőtt. A második fordulóban aztán Martina Navratilova várt rá, és simán győzte le.
Elindult az év első Grand Slam versenyén, az Australian Openen is. Az első fordulóban 6:1, 6:1 arányú fölényes győzelmet aratott az amerikai Jennifer Fuchs ellen, aki a selejtezőből került fel a táblára. A 2. fordulóban az amerikai Kathrin Keilt verte igen szoros mérkőzésen három játszmában.
A kétéves szünet után a nemzetközi élmezőnybe visszaigyekvő magyart a világranglista 61. helyén álló új-zélandi Belinda Cordwell búcsúztatta Melbourne-ben. Pedig Temesvári igazán közel volt a győzelemhez, hiszen az első játszmát fölényesen nyerte, és a másodikban is több lehetősége nyílt a továbbjutás kiharcolására, ám a rövidítésben végül 7:5-re Cordwell kerekedett felül. A mindent eldöntő harmadik játszmában aztán az új-zélandi teniszező már egyértelműen jobb volt, és ekkor már csak egyetlen játékot engedélyezett Temesvárinak.
Áprilisban Houstonban indult egy versenyen. Itt az első fordulóban az amerikai Mary Pierce-t verte biztosan, 6:2, 6:3 arányban. A második fordulóban a legnagyobb szenzációt Temesvári szolgáltatta, óriási meglepetésre 6:3, 6:7, 6:2 arányban legyőzte a 2. helyen kiemelt, a világranglista 6. helyén álló amerikai Zina Garrisont.  "Úgy érzem, most semmi probléma nem volt a játékommal – mondta Temesvári a győzelem után. – Ugyanúgy játszom, mint egykor. Az egyetlen különbség, hogy most sokkal több tornára van szükségem ahhoz, hogy önbizalmat szerezzek."
Aztán jött a negyeddöntő:  6:2, 7:5 arányú vereséget szenvedett a 15 éves, újvidéki születésű Szeles Mónikától.
A visszatérése után ötödik tornáján szereplő Temesvári e verseny után már a világranglista első 80 helyezettje között foglalt helyet.
Később Temesvári  újra beküzdötte magát a legjobb 25-be, a harmadik körbe jutott a US Openen, 90-ben pedig a Roland Garroson, nagy tornagyőzelmet azonban már nem aratott.

### Visszavonulás után
1997-ben volnult vissza, 2001 és 2004 között a női válogatott szövetségi kapitánya volt, jelenleg teniszakadémiát működtet, három gyereke van.
"Édesapám kedvenc sportága volt ez, kosarasként hobbi szinten teniszezett. Amikor kiment Algériába, mint a férfi válogatott edzője, ott is folytatta a játékot. A francia iskolában szerdánként nem volt tanítás, így sokszor magával vitt játszani. Láthatta, hogy bár sok sport érdekelt, a teniszütőt az elejétől kezdve jól fogtam. Kilenc és fél éves koromban kezdett komolyabban foglalkozni velem, akkor is azért, hogy legyen hétvégi partnere, aki ellen tud játszani. Elkezdtünk gyakorolni, a klubban is mondták, hogy milyen ügyes vagyok.  Amikor hazajöttünk Magyarországra úgy döntöttünk, hogy az iskola mellett elkezdek rendszeresen teniszezedzésekre járni."

#### Egyéni győzelmei
- 1995 – Budapest-Open;
- 1994 – Budapest-Open;
- 1989 – Mahwah;
- 1985 – Indianapolis (U.S. Clay Courts);
- 1983 – Italian Open, Indianapolis (U.S. Clay Courts), Hittfeld;
- 1982 – Swiss Open,
- 1982 – Pennsylvania;
- 1981 – Bad Hersfeld-GER;

#### Páros győzelmei
- 1995 – Maria Lankowitz (Farina-val), Southampton (Dominik van Roost-tal);
- 1993 – Strasbourg (Stafford-dal);
- 1989 – Tampa (B. Schultz-cal);
- 1986 – Roland Garros (Martina Navratilova); Marco Island (Martina Navratilova);
- 1985 – European Indoors (Mandlikova-val);
- 1984 – European Indoors (Leand-dal).

#### Párosban döntőt játszott
- 1994 – Paris Indoors (Mary Pierce-szel);
- 1990 – Amelia Island (Rajchrtova-val).

Pályafutása során legyőzte többek között egyéniben és párosban:
Martinezt, Dechyt, Fraziet, Hingist,  Sanchezt, Ruano Pascualt, Raymondot, Davenportot, Capriatit, Sugiyamat, Shrivezt, Stubbsot, Smashnova-t, Schnydert, Novotnát, Sukovát, Maleevát, Zverevát, Tracy Austint és Andrea Jaegert.

## Sportvezetőként
A magyar női tenisz válogatott edzője (2000-től 2004-ig), a magyar Federation-kupa-csapat kapitánya.

## Egyéni döntői (13)

### Győzelmek (4)
| Grand Slam-torna (0)      |
| Tier I (1)                |
| Tier II (1)               |
| Tier III (0)              |
| Tier IV (0)               |
| WTA Tour Championship (0) |
| ITF-tornák (2)            |

|    | Dátum              | Torna                                                    | Borítás | Ellenfél a döntőben   | Döntő eredménye |
| 1. | 1983. május 2.     | Italian Open, Perugia, Olaszország                       | Salak   | Bonnie Gadusek        | 6–1, 6–0        |
| 2. | 1983. július 4.    | Fila Europa Cup Hittfield, Hamburg, Németország          | Salak   | Eva Pfaff             | 6–4, 6–2        |
| 3. | 1983. augusztus 1. | U.S. Women's Clay Court Championships, Indianapolis, USA | Salak   | Zina Garrison         | 6–2, 6–2        |
| 4. | 1985. július 22.   | U.S. Women's Clay Court Championships, Indianapolis, USA | Salak   | Zina Garrison Jackson | 7–6(0), 6–3     |

## Sikerei, díjai
Egyesben 5-szörös magyar bajnok, 3-szoros csapatbajnok. Kétszeres serdülő Európa-bajnok, ifjúsági Eb-ezüstérmes. Felnőttként párosban a francia nemzetközi bajnokság győztese (1986), vegyes párosban 2-szeres wimbledoni elődöntős. 6-szoros Európa bajnok, 13 egyéni tornagyőzelem 17 páros tornagyőzelem (Roland Garros). Legjobb világranglista-helyezése: 7. (1984. február).
- Az év magyar sportolója (1983)
- A WTA Tour legtöbbet fejlődött játékosa (1983)
- Jelölték a legjobb visszatérő díjra (1989)
- Az év magyar teniszezője (1982-1986, 1989, 1992-1996)
- Magyar Jótékonysági Díj (2013)[4]